# Lettin (Halle)
Die Ortslage Lettin ist neben Heide-Nord/Blumenau ein weiteres Stadtviertel des Stadtteils Lettin, Stadtbezirk West, von Halle (Saale) in Sachsen-Anhalt. Es liegt im Nordwesten der Stadt am Ufer der Saale nördlich des Viertels Heide-Nord/Blumenau und des Stadtteils Dölau. Ende 2020 hatte Lettin 1069 Einwohner.

## Lage

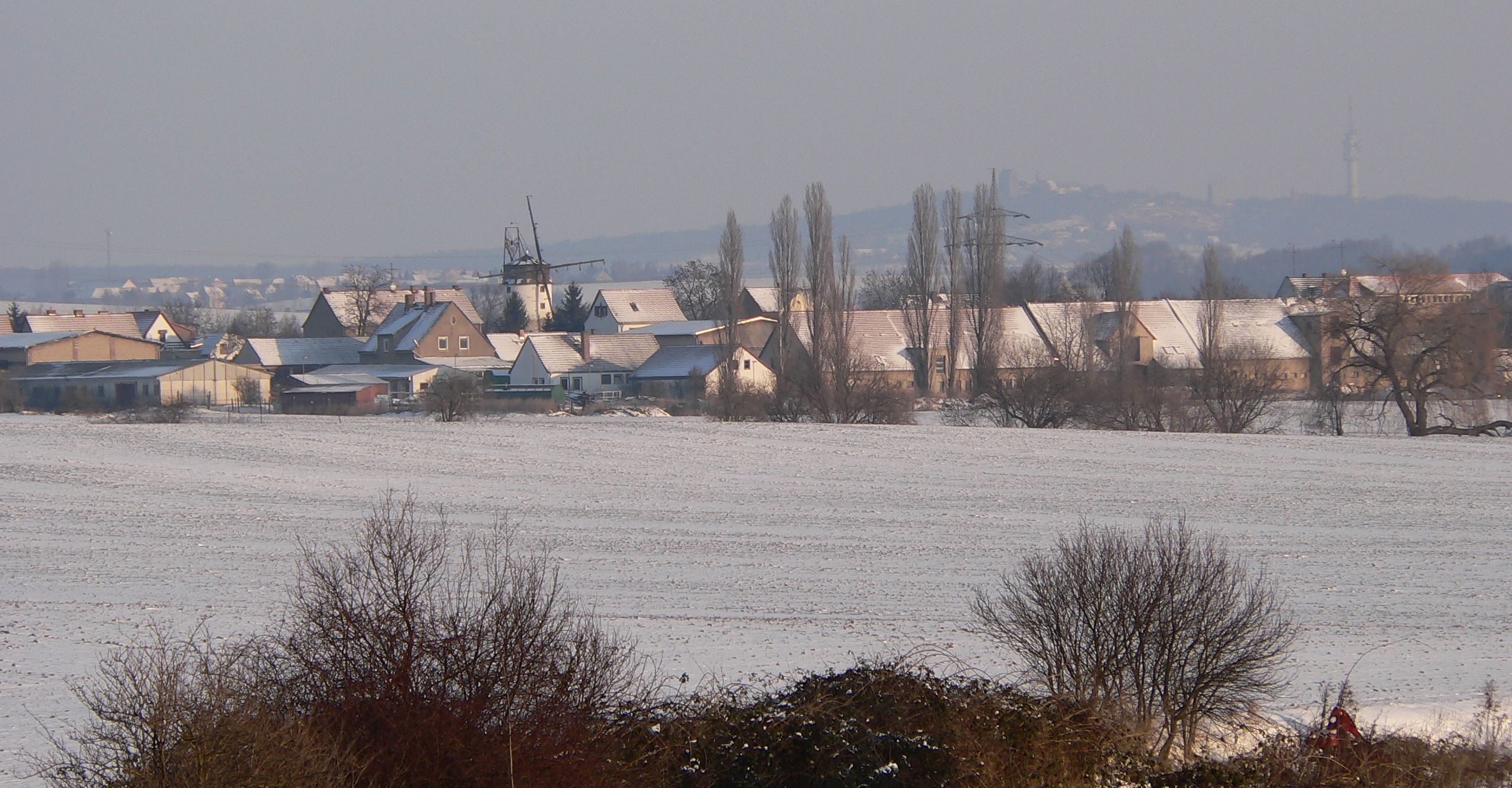
Blick auf Lettin im Winter, im Hintergrund der Petersberg

Der ehemals selbständige Ort Lettin liegt am Nordrand des Stadtbezirks West der Stadt Halle (Saale) im südlichen Sachsen-Anhalt. Unmittelbar nordöstlich fließt die Saale vorbei. Ebenfalls im Nordosten grenzt das Industriegebiet Nord mit dem Hafen von Halle und einem Heizkraftwerk an das Stadtviertel an. Durch den Ort führt in einem Bogen der Straßenzug Nordstraße – Schiepziger Straße aus Richtung Kröllwitz und Halle-Neustadt im Süden nach Schiepzig und Salzmünde im Westen. Davon zweigt im Zentrum des Stadtteiles nach Süden die alte Chaussee nach Dölau ab. Diese ist jedoch nicht mehr vollständig befahrbar und verbindet seit einigen Jahrzehnten nur noch Lettin mit dem Stadtviertel Heide-Nord/Blumenau.

## Geschichte

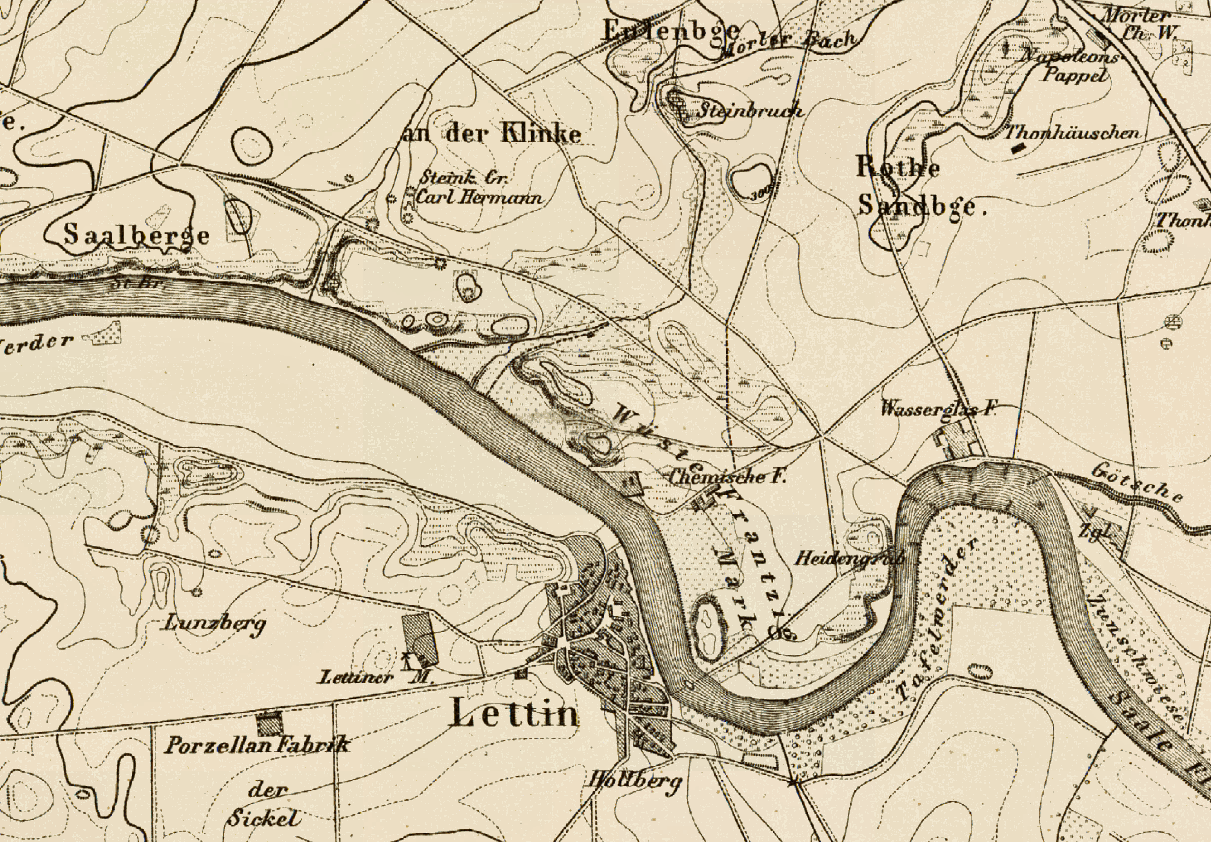
Lettin mit der Porzellanfabrik auf einer Landkarte von 1876 (die Saaleschleife rechts ist heute begradigt; die Götsche fließt nun durch das alte Bett der Saale)

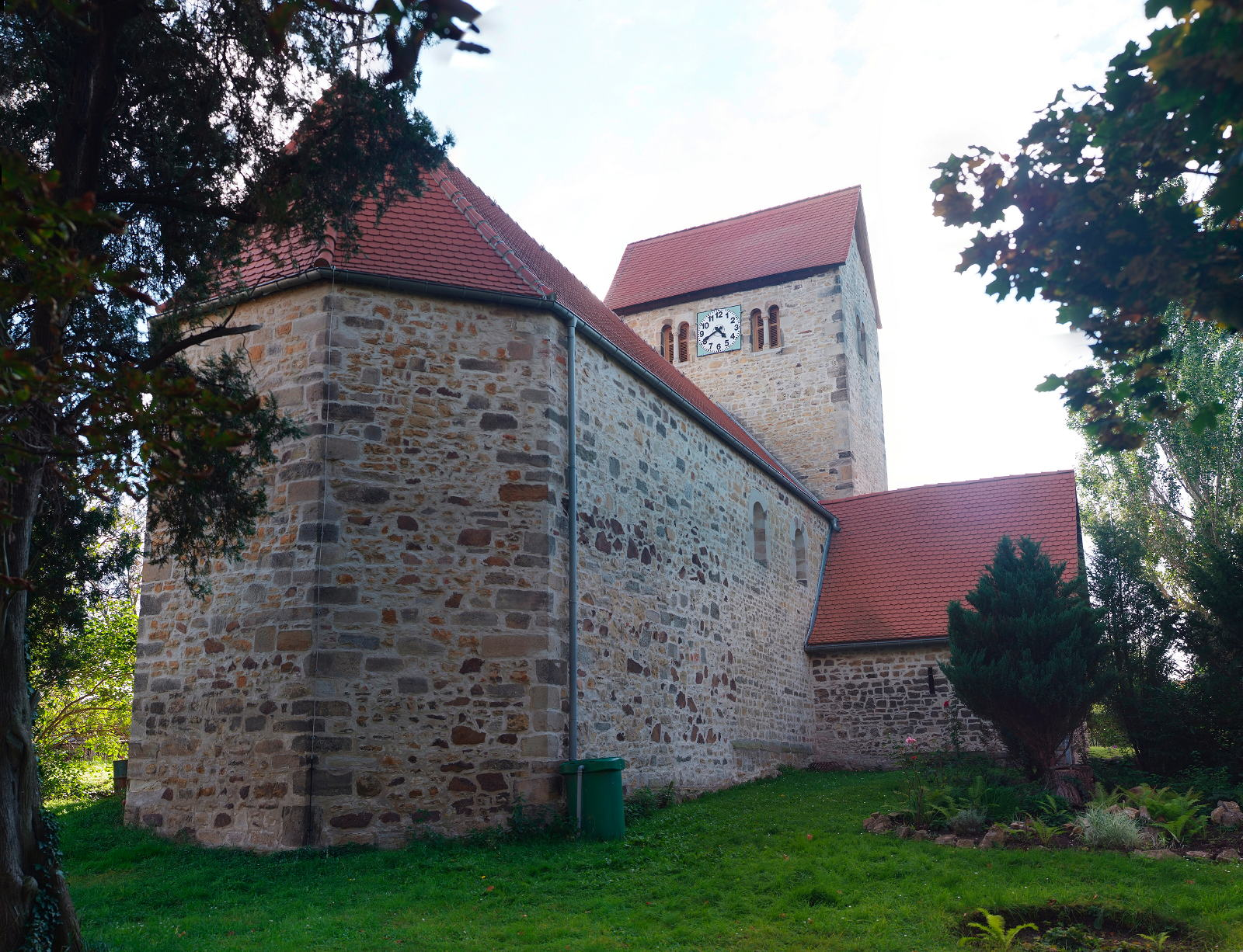
Evangelische Kirche St. Wenzel

Zahlreiche Grabhügel belegen eine Besiedlung der Gegend von Lettin bereits im Neolithikum. Bei Dölau gibt es den Menhir der Steinernen Jungfrau.
Die Geschichte des Dorfes Lettin geht auf die Gründung eines festen Kastells der karolingischen Zeit zurück. Durch die günstige Lage auf einer Porphyrkuppe über der Saale war es möglich, den Engpass des Flusses nach Norden wie nach Süden militärisch zu beherrschen. 
In einem zwischen 881 und 899 entstandenen Verzeichnis des Zehnten des Klosters Hersfeld wurde Lettin als zehntpflichtiger Ort Liudineburg im Friesenfeld erstmals urkundlich erwähnt. In der Umgebung von Lettin gibt es zwei Wüstungen mit dem Namen Motisch. In Richtung Südosten zwischen Lettin und Kröllwitz lag an der Saale im Mittelalter die heute untergegangene Dorfstätte Ersdorf.
Im 12. Jahrhundert war das Kastell mit dem Geschlecht derer von Wrankenstein verbunden. Später gehörte das Areal um das Kastell den Herren von Lettin, die dem Ort ihren Namen verliehen und nach deren Aussterben 1461 der Familie Mordal (Morl).
Seit 1608 gehörte Lettin zum Amt Giebichenstein im Saalkreis des Erzstifts Magdeburg.
Am 25. Februar 1636 während des Dreißigjährigen Krieges wurde das Dorf vollständig niedergebrannt. Lediglich die romanische Kirche und überbaute Reste der Domäne erinnern heute noch an die mittelalterliche Siedlung. So ist es auch zu erklären, dass die meisten Gehöfte, wie auch das Pfarrhaus und einige Wohnhäuser des alten Dorfes aus dem 17. und dem frühen 18. Jahrhundert stammen, als das Dorf wiederaufgebaut wurde. 
1680 kam der Ort mit dem Saalkreis zum Herzogtum Magdeburg unter brandenburg-preußischer Herrschaft.
Mit dem Frieden von Tilsit wurde Lettin im Jahr 1807 dem Königreich Westphalen angegliedert und dem Distrikt Halle im Departement der Saale zugeordnet. Der Ort gehörte zum Kanton Halle-Land. Nach der Niederlage Napoleons und dem Ende des Königreichs Westphalen erreichten die verbündeten Gegner Napoleons Anfang Oktober 1813 den Saalkreis. Bei der politischen Neuordnung nach dem Wiener Kongress 1815 wurde der Ort im Jahr 1816 dem Regierungsbezirk Merseburg der preußischen Provinz Sachsen angeschlossen und dem Saalkreis zugeordnet.
Am 1. Juli 1950 wurde Lettin nach Halle (Saale) eingemeindet.
Am Abend des 7. Juli 2015 zog ein schweres Unwetter über Lettin. Dabei wurden Dächer abgedeckt und Bäume entwurzelt. Das betraf besonders die Sea-Horse-Ranch, deren Gebäude verwüstet wurden und deren Pferde ums Leben kamen. Manche Anwohner berichteten von einem Tornado.

## Geographie

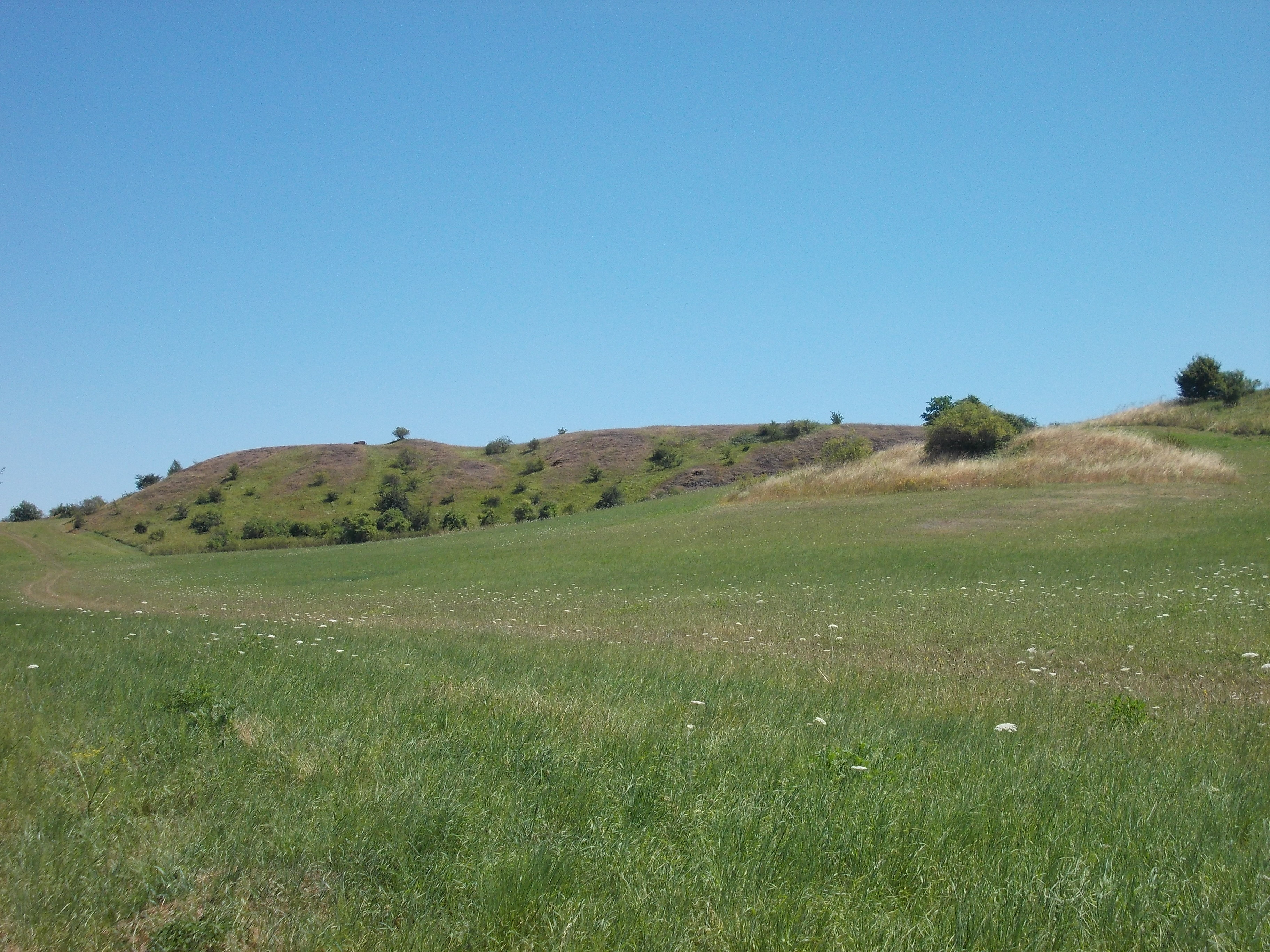
Lunzberge bei Lettin

Am Saaleufer, gegenüber von Lettin, befindet sich das Naturschutzgebiet Porphyrlandschaft bei Brachwitz, die sogenannten „Brachwitzer Alpen“, Teil des Naturparks Unteres Saaletal. Westlich vom Ort erstreckt sich bis Neuragoczy das Naturschutzgebiet der Lunzberge. Südöstlich von Lettin, zwischen Kröllwitz und Heide-Nord, liegen die Brandberge, ein weiteres Naturschutzgebiet mit einer flachen Rhyolith-Kuppe. 
In Lettin hat das Rinnsal Haßgraben seinen Ursprung, das über den Hechtgraben der Saale zufließt. Etwa einen Kilometer südlicher trifft man auf das Waldgebiet der Dölauer Heide, das ebenfalls einen eigenständigen Stadtteil bildet.
Westlich von Lettin lag im Saaletal die Quelle von Bad Neuragoczy, in der wegen der Halle-Störung brom- und eisenhaltige Wässer zu Tage tritt. Im vergangenen Jahrhundert gab es dort eine Heilanstalt mit Parkanlage. Später wurde dort Mineralwasser abgefüllt. Als 1988 durch die Landwirtschaft die Nitratbelastung zu hoch wurde, wurde die Nutzung aufgegeben.

## Infrastruktur
Ab Mitte der 1990er Jahre wurden Straßen und Versorgungsleitungen von Grund auf saniert. Es erfolgte auch der zentrale Anschluss an die nahe gelegene Kläranlage Halle-Nord. 
Am Blumenauweg in Richtung Heide-Nord liegt die Hauptwerkstadt der Halleschen Behindertenwerkstätten.
Die romanische Kirche St. Wenzel stammt aus der zweiten Hälfte des 12. Jahrhunderts und gehört zum Pfarrbereich Dölau/Lieskau/Lettin/Heide-Nord. Der 1900 errichtete Friedhof von Lettin liegt ca. 500 m südöstlich der Kirche an der Nordstraße. 
Südlich des Friedhofs befindet sich der Sportplatz des VfB Lettin 07 e. V. Der Verein hat neben Fußball auch Bereiche für Schach, Kegeln und Gymnastik. In Lettin existieren drei Reiterhöfe: Schurigs Reiterhof, die Sea Horse Ranch und die Lettiner Pferdefarm.
Die Freiwillige Feuerwehr Lettin hat ihren Sitz in der Kirchstraße. Auch besteht ein ortseigener Karnevalsklub, der Lettiner-Carneval-Club e. V.
Eine Sehenswürdigkeit ist die unter Denkmalschutz stehende Turmholländerwindmühle im Windmühlenweg.
Die 1936 in Lettin gegründete und unmittelbar an der Saale gelegene Kleingartenanlage wurde wegen wiederkehrender Hochwasserereignisse, wie das Hochwasser 2013, stillgelegt. Es ist geplant, das Gelände zur landwirtschaftlich genutzten Fläche werden zu lassen.

## Verkehr
Erschlossen wird Lettin durch die Busse der Halleschen Verkehrs-AG, im Stadtviertel existieren vier Haltestellenpaare. Die dort verkehrende Linie 21 verbindet Lettin mit der Endhaltestelle Kröllwitz in der einen Richtung und Halle-Neustadt in der anderen Richtung.
Westlich von Lettin soll mit der Bundesautobahn 143 eine Abfahrt namens Salzmünde entstehen, die auch Lettin anbindet. Der Bau dieser Autobahn wurde jedoch einige Jahre vom NABU Halle erfolgreich verhindert. Im Dezember 2019 begann dann doch der Weiterbau der Autobahn. Bei einer geplanten Fertigstellung im Jahre 2025 wird eine Anbindung des Nordwesten Halles an die Bundesautobahn 14 in Richtung Magdeburg und der Nord-Harz-Region errichtet.
Flächen für eine mögliche Südumfahrung Lettins sowie eine mögliche Straßenbahnstrecke von Lettin zur Endhaltestelle Kröllwitz werden im Flächennutzungsplan der Stadt Halle freigehalten.

## Wirtschaft
1858 entstand die Porzellanmanufaktur Heinrich Baensch, die einfaches Tafelgeschirr und dekorierte Einzelstücke herstellte. In der DDR firmierte das Unternehmen als VEB Porzellanwerk Lettin. Ab 1969 gehörte das Werk zum Colditzer Porzellankombinat und erhielt das Markenzeichen CP. 1990 wurde die Produktion eingestellt. Zu den Markenzeichen siehe im Stadtmuseum Halle.
Die Marke Lettiner Porzellan für Kleinplastiken und Medaillen verschiedener Künstler wurde 2008 wiederbelebt.